# Wzgórze Dumań
Wzgórze Dumań (389 m) – wzgórze w orograficznie lewych zboczach Doliny Kobylańskiej na Wyżynie Olkuskiej będącej częścią Wyżyny Krakowsko-Częstochowskiej. Znajduje się w górnej części tej doliny, w granicach wsi Karniowice w województwie małopolskim, w powiecie krakowskim, w gminie Zabierzów.
Wzgórze Dumań jest całkowicie porośnięte lasem. Od północnego zachodu i południa ograniczają je dwa wąwozy będące bocznymi odnogami Doliny Kobylańskiej, po południowo-zachodniej stronie dnem Doliny Kobylańskiej biegnie szlak turystyczny. U podnóża Wzgórza Dumań na dnie tej doliny w wywierzysku wypływa Kobylanka. Na Wzgórzu Dumań jest wiele grup wapiennych skał, które są obiektem wspinaczki skalnej. Wspinacze zaliczają je do Grupy nad Źródełkiem. Są to skały: Asteriks, Bliźnięta, Brzuchata Turniczka, Chorobliwa Grań, Cyrk, Dziurawa Turnia, Jastrzębia Turnia, Lotniki, Obelisk, Omszała Turnia, Pochyła Grań, Podcięta Turnia, Samotna Skała, Samotny Murek, Sępia Baszta, Słoneczna Turnia, Szeroka Turnia, Szeroki Mur.